# Gare du Gué de Constantine
La gare du Gué de Constantine est une gare ferroviaire algérienne située sur le territoire de la commune de Djasr Kasentina, dans la wilaya d'Alger.

## Situation ferroviaire
La gare est située sur la ligne d'Alger à Oran, entre les gares d'El Harrach et de Aïn Naâdja.
| \| Alger Gué de Constantine Aéroport d'Alger Zéralda Birtouta Réghaïa \| Localisation de la gare du Gué de Constantine dans la wilaya d'Alger. |
| Alger Gué de Constantine Aéroport d'Alger Zéralda Birtouta Réghaïa                                                                             |

## Histoire
La construction de la gare du Gué de Constantine date de la seconde moitié du XIXe siècle en parallèle avec la réception de la première ligne de chemin de fer de 50 km de longueur reliant la ville d'Alger à la ville de Blida. 
C'est l'architecte Charles Frédéric Chassériot qui a conçu le bâtiment de cette gare lors de sa première construction. 
Historiquement, la construction de la gare a commencé durant l'occupation française en Algérie, immédiatement après l'approbation du décret impérial du 8 avril 1857, qui stipulait l'achèvement d'un chemin de fer d'Alger à Oran. 
La Société algérienne des chemins de fer réalise ce projet selon la formule de concession pour l'exploitation du chemin de fer au travers de deux contrats datés du 20 juin 1860 et du 11 juillet 1860. 
C'est Napoléon III qui l' avait ordonné en 1858 en créant un terrain s'étendant de la Casbah d'Alger jusqu'à Boufarik en vue de l'achèvement du chemin de fer. 
La construction de la gare a été achevée et inaugurée le 15 août 1862.
La gare du Gué de Constantine a été reconstruite au début du XXe siècle pour rester dans le même état jusqu'en 1987.

## Service des voyageurs

### Desserte
La gare du Gué de Constantine est desservie par les trains du réseau ferré de la banlieue d'Alger assurant les liaisons Alger - El Affroun et Alger (gare de l'Agha) - Zéralda.

### Intermodalité
La gare est desservie par les bus des lignes :
67, 
105, 
122, 
123, 
646 et 
681 du réseau de bus de l'ETUSA.